# Erwin Pendl

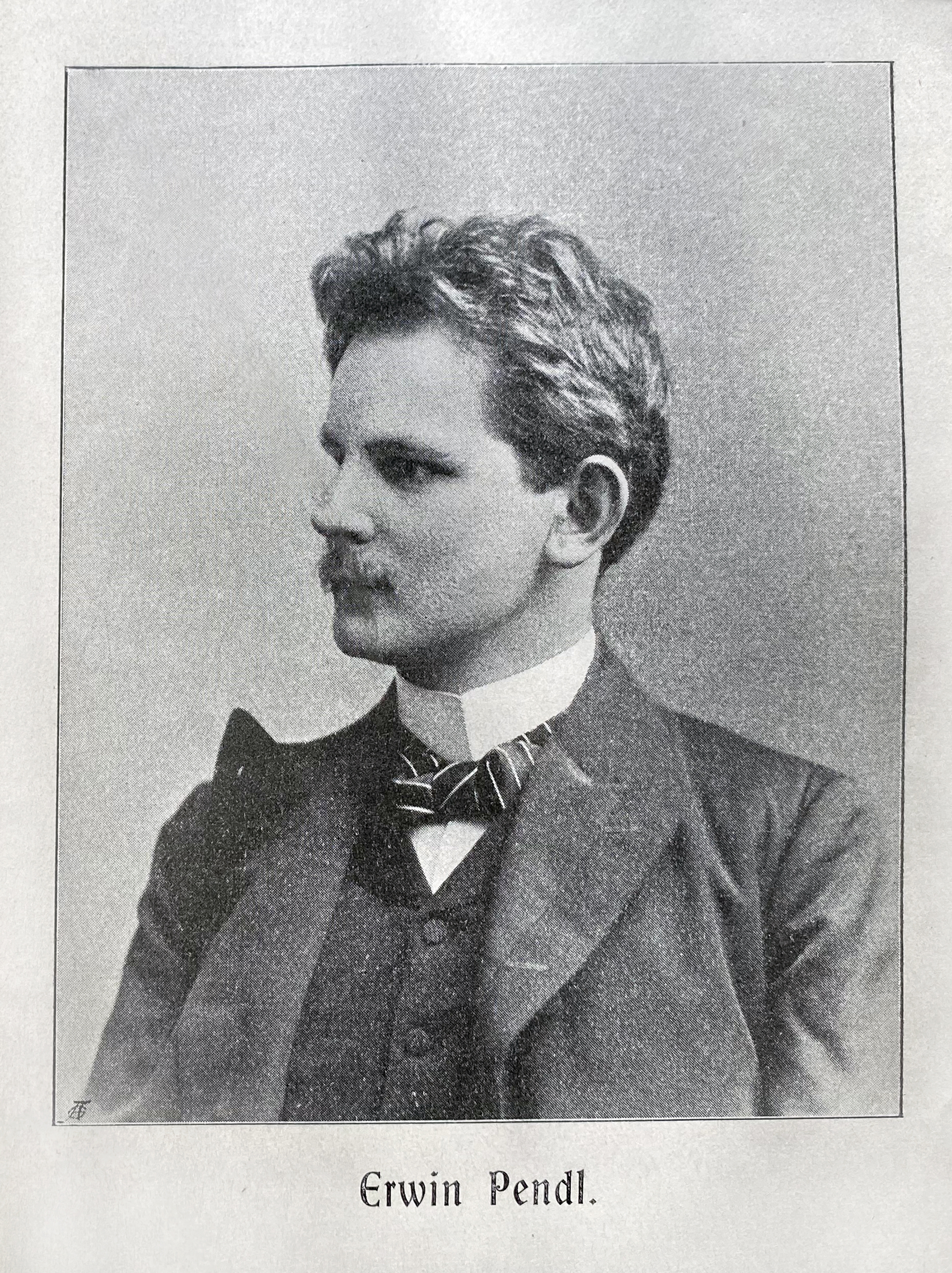
Erwin Pendel

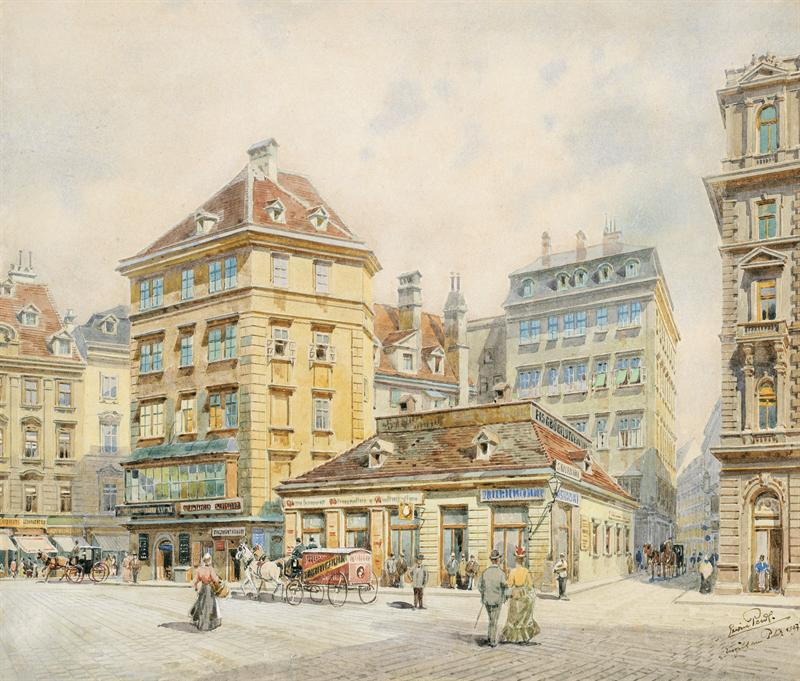
Erwin Pendl: Eisgrübl am Petersplatz (1897)

Erwin Pendl (* 18. Oktober 1875 in Wien; † 4. August 1945 ebenda) war ein österreichischer Veduten- und Architekturmaler, Illustrator und Schriftsteller. 

## Leben und Werk
Er war der Sohn des Bildhauers Emanuel Pendl und studierte Malerei an der Akademie der bildenden Künste in Wien, u. a. bei dem Hoftheatermaler Hermann Burghart. Pendl war in Wiener Architekturateliers tätig, wie etwa bei Alexander Wielemans von Monteforte und im Burgbau-Atelier. 1897/98 baute Pendl ein plastisches Modell der Wiener Innenstadt, welches sich heute im Wien Museum befindet. Pendl schuf im Auftrag der Gemeinde Wien zahlreiche überdimensionale Ansichten der Stadt für die Weltausstellungen im Jahre 1889 und 1900 (Paris). Zu seinen in Aquarelltechnik ausgeführten Hauptwerken gehört die Monumentaldarstellung der Wiener Innenstadt (1898) sowie das mit Hugo Darnaut geschaffene Bild Wien aus der Vogelschau. 1906 wurde er mit einer Goldmedaille auf einer Ausstellung in Mailand ausgezeichnet.
Pendl war mit Rosa Irmler, einer Tochter des Hoftischlers Heinrich Irmler verheiratet.

## Werke (Auswahl)
- Ansicht des alten Gusshauses im Wiener Arsenal, Federzeichnung, 9 × 11,9 cm, 1934, Heeresgeschichtliches Museum Wien[2]